# Haláli fegyver
A Haláli fegyver (eredeti cím: National Lampoon's Loaded Weapon 1) 1993-ban bemutatott amerikai bűnügyi filmvígjáték-paródia Gene Quintano rendezésében. A forgatókönyvet Don Holley és Tori Tellem története alapján Gene Quintano és Don Holley írta. A Haláli fegyver főként a Halálos fegyver-filmeket figurázza ki, de olyan filmeket is kiparodizál, mint az Elemi ösztön, a Drágán add az életed!, a Piszkos Harry, a Rambo – Első vér, a 48 óra és A bárányok hallgatnak.
A film a New Line Cinema megbízásából készült, a magyar szinkront a Mafilm Audio Kft. készítette 1993-ban.

## Cselekmény
Los Angeles városában megölik Billie York nyomozónőt, méghozzá egy férfi, aki a Vadon Kislányai teasütemény egyik cserkészlányának öltözött, és egy mikrofilmet akart megkaparintani. A mikrofilm fontos adatokat tartalmaz arról, hogyan lehet kokainból teasüteményt előállítani, Yorknak pedig azért kellett meghalnia, mert nem adta ki azt, akinél ott van. Wes Luger hadnagy magának kéri az ügyet, mert a nő régi társa volt, és meg akarja őt bosszulni. Ezért cserébe azonban a kiégett, szenvedélybeteg zsarut, Coltot kell kapnia társnak.
A rendőrkapitány javaslatára meglátogatják az elmegyógyintézetben Harold Leacher-t, aki azt mondja nekik, hogy az ügynek köze lehet Mortars ezredeshez, aki Colt feljebbvalója volt Vietnamban. Nyomozásuk során számtalan veszélybe keverednek, Lugernek pedig a saját múltjával is szembe kell néznie. Korrupt rendőrök, szövetségi ügynökök, politikusok és szépségkirálynők is érintettek az ügyben

## Szereplők
| Szereplő            | Színész             | Magyar hang     |
| ------------------- | ------------------- | --------------- |
| Jack Colt hadnagy   | Emilio Estevez      | Forgács Péter   |
| Wes Luger hadnagy   | Samuel L. Jackson   | Felföldi László |
| Becker              | Jon Lovitz          | Halmágyi Sándor |
| Mr. Fűrész          | Tim Curry           | Harsányi Gábor  |
| Miss Cuki           | Kathy Ireland       | Söptei Andrea   |
| Doyle rendőrfőnök   | Frank McRae         | Kránitz Lajos   |
| Harold Leacher      | F. Murray Abraham   | Reviczky Gábor  |
| Mortars tábornok    | William Shatner     | Dózsa László    |
| Scotty              | James Doohan        |                 |
| Önmaga              | Erik Estrada        | Várkonyi András |
| Önmaga              | Larry Wilcox        |                 |
| fiatal rendőr       | Corey Feldman       |                 |
| FBI-ügynök          | Paul Gleason        | Kardos Gábor    |
| Billy York őrmester | Whoopi Goldberg     | Faragó Vera     |
| komikus rendőr      | Phil Hartman        | Forgács Gábor   |
| Mike McCracken      | Denis Leary         | Jakab Csaba     |
| börtönigazgató      | Richard Moll        | Orosz István    |
| Cindy               | Denise Richards     |                 |
| inas                | Charlie Sheen       | Csuja Imre      |
| portás              | J. T. Walsh         | Perlaki István  |
| John McClane        | Bruce Willis        | Varga Tamás     |
| ál-Cuki             | Allyce Beasley      | Söptei Andrea   |
| halottkém           | Joyce Brothers      | Kassai Ilona    |
| telefonos ember     | Christopher Lambert |                 |